# Yash Johar
Yash Johar (6 de septiembre de 1929 - 26 de junio de 2004) fue un productor de cine indio de Bollywood. Fundó Dharma Productions en 1976 e hizo películas en hindi que destacaban por presentar espléndidos escenarios y lugares exóticos, pero mantenía las tradiciones indias y los valores familiares.

## Filmografía

### Productor
- Dostana (1980)
- Duniya (1984)
- Muqaddar Ka Faisla (1987)
- Agneepath (1990)
- Gumrah (1993)
- Duplicate (1998)
- Algo sucede en mi corazón (1998)
- Kabhi Khushi Kabhie Gham... (2001)
- Kal Ho Naa Ho (2003)